# 2193 Jackson
2193 Jackson هو كويكب، يقع ضمن حزام الكويكبات. اكتشف في 18 مايو 1926. وقد اكتشفه هاري وود.

## روابط خارجية
- 2193 Jackson في قاعدة بيانات مختبر الدفع النفاث لأجرام النظام الشمسي الصغيرة

- الاكتشاف · مخطط المدار ·  العناصر المدارية · المعلمات المادية

- 2193 Jackson على موقع ويكي سكاي: DSS2, SDSS, GALEX, IRAS, Hydrogen α, X-Ray, Astrophoto, Sky Map, Articles and images